# 专员 (加拿大)
在加拿大，专员（英語：Commissioner）又称地区专员或联邦专员，由加拿大政府任命，是其驻派加拿大北部各地区的代表，是各個地区行政機關的最高成員。但是随着时间的变化，现在各地区专员的职权范围上已于加拿大各联邦省的省督类似，大部分是象征性的；但需要注意的是地区专员不代表加拿大國王而是代表加拿大内阁 。
各地区专员的行事模式由联邦政府内阁或联邦相关责任部长（当前为加拿大北方事务部长）通过每年发送给各地区专员的指令信（Letter of Instruction）来决定的。
在历史上，各地区专员曾负责指导各地区政府的日常管理工作以及主持地区政府内阁会议的职责；但随着各地区民选的立法会逐渐在地区政府日常运作中取得主导权，如今联邦政府的指令信普遍要求他们向各联邦省的省督的礼仪性职责（包括主持各地区立法会开幕式，签署地区政府的法律等）靠拢。

## 现任各地区专员
- 育空地区专员：Adeline Webber（自2023年5月31日起）
- 西北地区专员：Gerald Kisoun（自2024年5月14日起）
- 努纳武特地区专员：伊娃·阿里亚克（自2021年1月14日起）

## 資料來源
1. ↑  Northwest Territories Act （页面存档备份，存于）, enacted as s. 2 of the Northwest Territories Devolution Act, S.C. 2014, c. 2.
2. ↑  Yukon Act （页面存档备份，存于）, S.C. 2002, c. 7, as it appeared on 2020‑03‑05.
3. ↑  Nunavut Act （页面存档备份，存于）, S.C. 1993, c. 28, as it appeared on 2020‑03‑05.
4. ↑  .   [2022-02-12]. （原始内容存档于2022-02-12）.
5. ↑  https://yukonnuggets.com/stories/the-epp-letter/